# Iwonicz-Zdrój
Iwonicz-Zdrój là một thị trấn thuộc huyện Krośnieński, tỉnh Podkarpackie ở đông-nam Ba Lan. Thị trấn có diện tích 6 km². Đến ngày 1 tháng 1 năm 2011, dân số của thị trấn là 1763 người và mật độ 299 người/km².